# Campeonato Mundial de Rugby M19 División D de 1999
El Campeonato Mundial de Rugby M19 División D de 1999 se disputó en Suiza y fue la segunda edición del torneo en categoría M19.

## Zona Campeonato
| Pos. | Equipo               | Encuentros | Encuentros | Encuentros | Encuentros | Tantos  | Tantos    | Tantos     | Puntos Totales |
| Pos. | Equipo               | jugados    | ganados    | empatados  | perdidos   | a favor | en contra | diferencia | Puntos Totales |
| ---- | -------------------- | ---------- | ---------- | ---------- | ---------- | ------- | --------- | ---------- | -------------- |
| 1    | Israel               | 3          | 3          | 0          | 0          | 104     | 6         | +98        | 9              |
| 2    | Suiza                | 3          | 2          | 0          | 1          | 33      | 27        | +6         | 7              |
| 3    | Bulgaria             | 3          | 0          | 1          | 2          | 11      | 34        | -23        | 4              |
| 4    | Bosnia y Herzegovina | 3          | 0          | 1          | 2          | 14      | 95        | -81        | 4              |

#### Resultados
| 22 de marzo | Israel | 16 - 0 | Bulgaria |  |  |

| 22 de marzo | Suiza | 20 - 3 | Bosnia y Herzegovina |  |  |

| 24 de marzo | Israel | 67 - 3 | Bosnia y Herzegovina |  |  |

| 24 de marzo | Suiza | 10 - 3 | Bulgaria |  |  |

| 27 de marzo | Bosnia y Herzegovina | 8 - 8 | Bulgaria |  |  |

| 27 de marzo | Suiza | 3 - 21 | Israel |  |  |

| Bandera de Israel |
| Campeón Israel    |
| Primer título     |

## Zona 5° al 10° puesto

### Grupo B
| Pos. | Equipo     | Encuentros | Encuentros | Encuentros | Encuentros | Tantos  | Tantos    | Tantos     | Puntos Totales |
| Pos. | Equipo     | jugados    | ganados    | empatados  | perdidos   | a favor | en contra | diferencia | Puntos Totales |
| ---- | ---------- | ---------- | ---------- | ---------- | ---------- | ------- | --------- | ---------- | -------------- |
| 1    | Madagascar | 2          | 2          | 0          | 0          | 80      | 17        | +63        | 6              |
| 2    | Hungría    | 2          | 1          | 0          | 1          | 34      | 62        | -28        | 4              |
| 3    | Suecia     | 2          | 0          | 0          | 2          | 24      | 59        | -35        | 2              |

#### Resultados
| 20 de marzo | Hungría | 29 - 12 | Suecia |  |  |

| 22 de marzo | Madagascar | 50 - 5 | Hungría |  |  |

| 24 de marzo | Madagascar | 30 - 12 | Suecia |  |  |

### Grupo C
| Pos. | Equipo     | Encuentros | Encuentros | Encuentros | Encuentros | Tantos  | Tantos    | Tantos     | Puntos Totales |
| Pos. | Equipo     | jugados    | ganados    | empatados  | perdidos   | a favor | en contra | diferencia | Puntos Totales |
| ---- | ---------- | ---------- | ---------- | ---------- | ---------- | ------- | --------- | ---------- | -------------- |
| 1    | Túnez      | 2          | 2          | 0          | 0          | 81      | 14        | +67        | 6              |
| 2    | Yugoslavia | 2          | 1          | 0          | 1          | 41      | 28        | +13        | 4              |
| 3    | Eslovenia  | 2          | 0          | 0          | 2          | 8       | 87        | -80        | 2              |

#### Resultados
| 20 de marzo | Túnez | 60 - 0 | Eslovenia |  |  |

| 22 de marzo | Yugoslavia | 27 - 7 | Eslovenia |  |  |

| 24 de marzo | Túnez | 21 - 14 | Yugoslavia |  |  |

### 9° puesto
| 27 de marzo | Suecia | 24 - 8 | Eslovenia |  |  |

### 7° puesto
| 27 de marzo | Yugoslavia | 36 - 0 | Hungría |  |  |

### Quinto puesto
| 27 de marzo | Madagascar | 12 - 7 | Túnez |  |  |